# Punica protopunica
Il melograno di Socotra (Punica protopunica (Balf. f., 1882)) è una pianta appartenente alla famiglia delle Lythraceae, endemica dell'isola di Socotra.
Assieme al ben più noto Punica granatum (ovvero il melograno comune), è una delle sole due specie appartenenti al genere Punica.

## Descrizione
È un arbusto che può raggiungere un'altezza compresa tra 2 e 4,5 metri. Le foglie sono persistenti e di forma ellittica od oblunga, talvolta circolare.
I fiori hanno brattee appuntite e corti petali a forma di cuore. I frutti, a maturazione, sono di colore giallo o giallo-verdastro.
Rispetto a Punica granatum, ha foglie più coriacee, fiori rosa anziché rossi e frutti più piccoli e dal sapore meno dolce. Anche l'ovario presenta alcune differenze anatomiche.

## Conservazione
Descritto per la prima volta nel 1882 da Isaac Bayley Balfour, viene considerato da alcuni autori l'antenato di Punica granatum.
Quando venne scoperta, la specie era considerata comune. Nel 1978 venne inserita sulla lista rossa delle specie minacciate della IUCN e in seguito riclassificata solamente come «vulnerabile» nel 1998 quando alcune ricerche sul campo mostrarono che era localmente comune all'interno del suo areale. Quest'ultimo copre una superficie di un centinaio di chilometri quadrati di terreni umidi calcarei o granitici ad un'altitudine di 300-1 200 metri. Le popolazioni sono molto frammentate e suddivise in diverse sotto-popolazioni che presentano anche portamento differente; nelle zone più elevate dell'altopiano, ad esempio, la pianta ha portamento prostrato, mentre questo è più eretto a quote più basse. In alcune aree è molto comune e le popolazioni si rigenerano normalmente, mentre altrove l'arbusto è scomparso, per motivi tuttora sconosciuti, o ridotto a esemplari relitti.

## Usi
Il fogliame non viene brucato dagli animali e il legno non ha alcun interesse economico, né come combustibile né come materiale da costruzione. Il frutto è molto acido e duro e non viene consumato né dall'uomo né dal bestiame.